# Бокситовый шлам
Бокситовый (красный) шлам — это побочный продукт при производстве оксида алюминия, который в свою очередь является основным сырьём для производства металлического алюминия, а также керамических материалов, абразивов и огнеупоров. Масштабы его производства делают его важным отходом и, соответственно, проблемы с его хранением должны учитываться; рассматривается каждая возможность нахождения для него применения. 95 % мирового производства алюминия приходится на процесс Байера; на каждую тонну произведённого оксида алюминия приходится примерно 1—1,5 тонны бокситового шлама. Годовое производство оксида алюминия в 2014 году составляло примерно 108 миллионов тонн, что привело к образованию 135 миллионов тонн бокситового шлама.

## Производство
В мире более 60 предприятий, использующих процесс Байера для производства оксида алюминия из бокситов. Бокситы, как правило, добываются в карьерах и транспортируются на очистительные заводы для обработки. Для извлечения оксида алюминия растворимую часть бокситов растворяют в гидроксиде натрия при высокой температуре и давлении. Нерастворимая часть боксита (остаток) устраняется, оставляя раствор алюмината натрия, который затем просеивают и оставляют остывать, в результате чего гидроксид алюминия выпадает в осадок из раствора. Хотя часть гидроксида алюминия возвращается и используется чтобы просеивать следующую партию, остальная часть кальцинируется (нагревается) при температуре выше 1000 °C в барабанных или в обжиговых печах, производя оксид алюминия. Типичное содержание алюминия в используемых бокситах 50 %, хотя могут использоваться и руды с намного более широким содержанием. Соединения алюминия могут присутствовать в виде гиббсита (Al(OH)3), бёмита (AlO(OH)) и диаспора (AlOOH). Шлам содержит высокую концентрацию оксида железа, который придаёт продукту характерный красный цвет. Небольшое количество гидроксида натрия, используемого в процессе, остаётся в шламе, что приводит к высокой щёлочности материала, типичное значение pH >12. Применяются различные этапы жидкой/твёрдой сепарации, чтобы извлечь максимальное количество гидроксида из шлама обратно в процесс Байера для повышения эффективности процесса и уменьшения производственных затрат. Это также приводит к уменьшению щёлочности остатков, делая их более простыми в эксплуатации.

## Состав
Основными компонентами бокситового шлама после извлечения алюминие-содержащих компонентов являются непрореагировавшие оксиды металлов. Процентное содержание этих оксидов, произведённых конкретным алюминиевым заводом, будут зависеть от качества и происхождения конкретной бокситной руды и условий добычи. Диапазон состава может сильно варьироваться, типичные значения: Fe2O3 5 — 60 %, Al2O3 5 — 30 %, TiO2 0.3 — 15 %, CaO 2 — 14 %, SiO2 3 — 50 % и Na2O 1 — 10 %.
Цель процесса — извлечь максимальное количество алюминие-содержащих компонентов наиболее экономичным способом. В общем, состав остатков отражает содержание неалюминиевых компонентов в боксите, за исключением части кремниевого компонента: кристаллический диоксид кремния (кварц) не будет реагировать за исключением малой части, именуемой "реактивным кремнезёмом", будет реагировать во время процесса извлечения алюминия, создав натриево-алюминиевый силикат.
Минералогический состав бокситового шлама: содалит (3Na2O.3Al2O3.6SiO2.Na2SO4) 4 — 40 %; алюмогетит (оксид железа с примесью алюминия) 10 — 30 %; гематит (оксид железа) 10 — 30 %; кремнезём (диоксид кремния), кристаллический и аморфный 5 — 20 %; трёхкальциевый алюминат (3CaO.Al2O3.6H2O) 2 — 20 %; бёмит (AlO(OH)) 0 — 20 %; диоксид титана 2 — 15 %; мусковит (K2O.3Al2O3. 6SiO2.2H2O) 0 — 15 %; карбонат кальция 2 — 10 %; гиббсит (Al(OH)3) 0 — 5 %; каолинит (Al2O3. 2SiO2.2H2O) 0 — 5 %.

## Места хранения шлама
В ранние годы практиковалось закачивать шлам в форме жидкой глины (при содержании твёрдой части примерно 20 %) в лагуны или пруды, иногда создававшиеся в бывших бокситовых шахтах или истощённых карьерах. В других случаях водоёмы создавались с помощью плотин и дамб, в то время как для некоторых производств долины запруживались и шлам складировался в этих долинах.
Так же было обычной практикой сбрасывать шлам в реки или море при помощи труб или барж; в других случаях шлам транспортировался в море за много километров от берега и сбрасывался в глубоководные впадины.
В современном производстве размещение в реках, устьях рек или море прекращено. По мере того как места хранения подходили к концу, росло беспокойство по поводу мокрого хранения, метод сухой укладки всё больше и больше принимался к использованию начиная с середины 1980-х годов. При этом методе шлам сгущается до суспензии с высокой плотностью (48—55 % твёрдого вещества), а затем складируется таким образом, чтобы материал затвердевал и высыхал.
Растёт популярность метода фильтрации, при котором откладывается осадок на фильтре (<30 % твёрдого материала). Этот осадок может быть промыт водой или паром для уменьшения щёлочности, а после транспортирован и складирован как полусухой материал. Остатки, произведённые таким методом, идеально подходят для переработки, благодаря более низкой щёлочности, дешевле для транспортировки и проще в обслуживании и обработке.

## Применение
С тех пор как процесс Байера был впервые принят в 1894 году, было признано значение остаточных оксидов. Принимались попытки извлечь основные компоненты, особенно железо. С появлением горнорудной промышленности огромное количество научных работ было посвящено поиску применения остаточных продуктов. Возможные методы применения могут быть подразделены на различные группы:
- извлечение определённых компонентов из остатков/шлама, например, железа, титана, редкоземельных элементов;
- использование шлама как основного компонента при производстве других продуктов, например, цемента;
- использование бокситовых остатков в строительстве или строительных материалах, например, бетон, плитка, кирпичи;
- мелиорация и засыпка почвы;
- конверсия шлама в полезное соединение, например, с применением процесса Virotec.

Широкое разнообразие состава бокситового шлама при переработке алюминия привело к огромному числу технически осуществимых способов применения, включая: производство цемента, использование в бетоне как дополнительный цементирующий материал, добыча железа, добыча титана, применение в строительных панелях, кирпичах, изоляционных кирпичах, плитке, использование в качестве гравия и железнодорожного балласта, мелиорация почвы, кальциевые и кремниевые удобрения, восстановление почвы, добыча лантанидов (редкоземельных элементов), добыча скандия, галлия, иттрия, восстановительный дренаж кислотных с рудников, абсорбент тяжелых металлов, краски, фосфаты, флориды, химикаты для восстановления воды, стеклокерамика, керамика, пеностекло, пигменты, бурение нефти или добыча газа, наполнитель для ПВХ, замена дереву, геополимеры, катализаторы, плазменное напыление покрытий из алюминия и меди, производство композитов титанита/муллита алюминия для температурно-резистивных покрытий, очистка от серы дымовых газов, удаление мышьяка, удаление хрома.
По оценкам, порядка 2—3,5 миллионов тонн бокситового шлама используется ежегодно:
- Производство цемента — 500 000—1 500 000 тонн[11][12];
- Сырьё для производства железа и стали — 400 000 — 1 500 000 тонн;
- Засыпка свалок, дорог, мелиорация почвы — 200 000—500 000 тонн[13];
- Производство строительных материалов (кирпичи, плитка, керамика и т. д.) — 100 000—300 000 тонн;
- Другое применение (огнеупоры, абсорбенты, дренаж кислотных шахт (Virotec), катализаторы и т. д.) — 100 000 тонн[14].

В 2015 году в Европе, при поддержке Европейского Союза, была предпринята крупная инициатива, направленная на валоризацию бокситового шлама. 15 аспирантов были наняты как часть Европейской Учебной Сети по Безотходной Валоризации Бокситового Шлама (European Training Network for Zero-Waste Valorisation of Bauxite Residue). Основное внимание будет уделено добыче железа, алюминия, титана, редкоземельных элементов (в том числе и скандия), используя все остатки в строительных материалах.